# Apatura chrysina
Apatura chrysina är en fjärilsart som beskrevs av Charles Oberthür 1909. Apatura chrysina ingår i släktet Apatura och familjen praktfjärilar. Inga underarter finns listade i Catalogue of Life.